# 阿西波維奇水庫
阿西波維奇水庫是白俄羅斯的水庫，位於斯維斯拉奇河流域，由莫吉廖夫州負責管轄，面積約12平方公里，最大水深8.5米，始建於1953年，用作水力發電。